# Малое Ивахново
Малое Ивахново — опустевшая деревня в Селижаровском муниципальном округе Тверской области.

## География
Находится в западной части Тверской области на расстоянии приблизительно 12 км на юг по прямой от административного центра округа поселка Селижарово.

## История
Деревня была показана на карте 1939 года как поселение с 26 дворами. До 2017 года входила в Захаровского сельского поселения, с 2017 по 2020 год в составе Селижаровского сельского поселения Селижаровского района до их упразднения.

## Население
Численность населения не была учтена как в 2002 году, так и в 2010.